# Bretelo
Bretelo es una aldea española situada en la parroquia de Chandreja, del municipio de Chandreja de Queija, en la provincia de Orense, Galicia.

## Demografía
| Gráfica de evolución demográfica de Bretelo entre 2000 y 2022 |
|                                                               |
| Datos según el nomenclátor publicado por el INE.              |